# Quai de Metz
Ne doit pas être confondu avec Rue de Metz.
Le quai de Metz est un quai situé le long de la darse du fond de Rouvray, à Paris, dans le 19e arrondissement. 

## Situation et accès
Ne pas confondre avec la rue de Metz située dans le 10e arrondissement.

## Origine du nom
Il est nommé d'après la ville de Lorraine, Metz, en 1904.

## Historique
Avant 1904, il s'appelait « quai des Vidanges » en raison du voisinage d'un dépotoir.